# Didymostilbe coffeae
Didymostilbe coffeae är en svampart som beskrevs av Henn. 1902. Didymostilbe coffeae ingår i släktet Didymostilbe och familjen Bionectriaceae.   Inga underarter finns listade i Catalogue of Life.